# ダビド・ボダベリ
ダビド・ボダベリ（David Bodaveli）は、旧ソビエト連邦の柔道選手。グルジア出身。階級は86kg級。

## 人物
1981年のヨーロッパ選手権86kg級で優勝を飾ると、世界選手権では銅メダルを獲得した。1981年の日本国際柔道大会では2位だったものの、翌年の嘉納杯では優勝を飾った。

## 主な戦績
- 1979年 - ソ連国際　優勝
- 1981年 - ソ連国際　優勝
- 1981年 - ヨーロッパ選手権　優勝
- 1981年 - 世界選手権　3位
- 1981年 - 日本国際柔道大会　2位
- 1982年 - 嘉納杯　優勝